# Abraham Crijnssen
Abraham Crijnssen (né à Flessingue ou Zierikzee et mort le 1er février 1669 à Paramaribo) est un commandeur naval zélandais. Durant la Deuxième guerre anglo-néerlandaise, il dirigea l'expédition qui prit aux Anglais le fort Willoughby en 1666. Avec cette conquête, les Néerlandais s'assuraient de la possession du Suriname.
Deux vaisseaux néerlandais du XXe siècle ont été nommés en son honneur : le démineur HNLMS Abraham Crijnssen et la frégate HNLMS Abraham Crijnssen.

## Biographie
L'année de naissance d'Abraham Crijnssen (aussi épelé Krijnsen, Krynsen of Querijnsen) est inconnue.